# 844
844(팔백사십사)는 843보다 크고 845보다 작은 자연수다.

## 수학
- 합성수로, 그 약수는 1, 2, 4, 211, 422, 844다. 진약수의 합은 640이므로, 844는 부족수다.
- {\displaystyle 15^{6}-1}은 844로 나누어떨어진다.

## 과학
- NGC 844: 고래자리 방향에 있는 은하.

## 교통
- 고속도로
  - 유럽 고속도로 844호선: 이탈리아 스페차노 알바네스(영어판, 이탈리아어판)에서 시바리스(영어판)까지 이어지는 유럽 고속도로.
  - 오토루트 844호선(프랑스어판): 낭트에서 오르보까지 이어지는 프랑스의 고속도로.
- 기타 도로
  - 844번 지방도 (폐지): 전라남도 신안군 임자면에서 영광군 영광읍까지 이어지던 대한민국의 과거 지방도.
  - 844번 홋카이도도(일본어판)

## 군사
- U-844(영어판, 독일어판): 제2차 세계 대전에 사용된 나치 독일의 군용 잠수함.

## 문화유산
- 대한민국의 보물 제844호: 창덕궁 측우대

## 기타
- 연도: 844년, 기원전 844년